# Afroaeschna scotias
Afroaeschna scotias – gatunek ważki z rodziny żagnicowatych (Aeshnidae); jedyny przedstawiciel rodzaju Afroaeschna. Występuje w Afryce Subsaharyjskiej – od Tanzanii i Ugandy na zachód po Nigerię.